# اس‌اس انکون
اس‌اس انکون (به انگلیسی: SS Ancon) یک کشتی است که طول آن ۴۸۹٫۵ فوت (۱۴۹٫۲ متر) می‌باشد. این کشتی در سال ۱۹۰۲ ساخته شد.